# Związki nieorganiczne
Związki nieorganiczne – wszystkie związki chemiczne niebędące związkami organicznymi, tj. takie, które nie zawierają atomów węgla oraz nieliczne najprostsze związki węgla tradycyjnie zaliczane do związków nieorganicznych. Zalicza się do nich tlenek węgla, dwutlenek węgla, disiarczek węgla, diselenek węgla, węgliki, cyjanowodór oraz kwas węglowy, kwas cyjanowy, kwas izocyjanowy, kwas piorunowy oraz ich sole (węglany, wodorowęglany, cyjanki, cyjaniany itd.).